# Joachim Neander
Joachim Neander (Bremen, 1650 – Bremen, 31 de maio de 1680) foi teólogo reformado (calvinista), poeta e compositor de música sacra alemão.

## Biografia
Era originário de uma família de eclesiásticos que transformou seu nome alemão, Neumann, em grego, Neander, seguindo a moda da sua época. Ele estudou teologia  reformada  em Bremen mas nunca foi ordenado pastor. Trabalhou como pedagogo em Heidelberg e Frankfurt am Main, onde conheceu o teólogo Philip Jacob Spener, criador do Collegia pietatis e do movimento pietista.

A Janela Alta (Hohe Fenster) na igreja de São Martinho, em Bremen, mostrando Neander como organista.

Em  1674 tornou-se professor de latim e assistente de pastor em Düsseldorf. Enquanto vivia lá, gostava de ir a um local situado no vale do rio Düssel, buscando a inspiração para seus poemas na natureza. Ali também costumava organizar encontros e cultos muito concorridos. O lugar, que ficou conhecido como  Neanderthal (em alemão contemporâneo, Neandertal, que significa "Vale de Neander"), tornar-se-ia famoso a partir de  1856, quando ali foram encontrados os restos do chamado homem de  Neanderthal.
Aparentemente, a pregação pietista  de Neander acabaria por lhe causar problemas com os líderes da igreja reformada de Düsseldorf. Acusado de promover o separatismo, em 1679  ele retorna a Bremen, onde morreria pouco depois, aos 30 anos, em consequência de tuberculose, no dia 31 de maio de 1680. No último ano de sua vida, Neander compôs o hino Lobe den Herren, den mächtigen König der Ehren ("Louva ao Senhor, o todo-poderoso rei da criação"), presente em inúmeros hinários e  base de muitas composições, como as cantatas homônimas de Johann Sebastian Bach.